# Вілер (округ, Джорджія)
Шаблон:StateAbbr_ 32°07′ пн. ш. 82°43′ зх. д. / 32.12° пн. ш. 82.72° зх. д.
Округ  Вілер (англ. Wheeler County) — округ (графство) у штаті  Джорджія, США. Ідентифікатор округу 13309.

## Історія
Округ утворений 1912 року.

## Демографія
За даними перепису 
2000 року 
загальне населення округу становило 6179 осіб, усе сільське.
Серед мешканців округу чоловіків було 3470, а жінок — 2709. В окрузі було 2011 домогосподарств, 1395 родин, які мешкали в 2447 будинках.
Середній розмір родини становив 3,08.
Віковий розподіл населення поданий у таблиці:
| Стать    | До 15 років | 15-21 | 22-29 | 30-39 | 40-49 | 50-65 | 65-85 | Понад 85 |
| -------- | ----------- | ----- | ----- | ----- | ----- | ----- | ----- | -------- |
| Чоловіки | 551         | 361   | 492   | 692   | 552   | 525   | 275   | 22       |
| Жінки    | 577         | 258   | 244   | 330   | 389   | 426   | 402   | 83       |

## Суміжні округи
- Тройтлен — північ
- Монтгомері — схід
- Джефф-Девіс — південний схід
- Телфер — південний захід
- Додж — захід
- Лоренс — північний захід

## Виноски
1. ↑  U.S. Decennial Census. United States Census Bureau. Архів оригіналу за 4 квітня 2018. Процитовано 27 червня 2014.
2. ↑  Historical Census Browser. University of Virginia Library. Архів оригіналу за 11 серпня 2012. Процитовано 27 червня 2014.
3. ↑  Population of Counties by Decennial Census: 1900 to 1990. United States Census Bureau. Архів оригіналу за 2 лютого 2019. Процитовано 27 червня 2014.
4. ↑  Census 2000 PHC-T-4. Ranking Tables for Counties: 1990 and 2000 (PDF). United States Census Bureau. Архів оригіналу (PDF) за 18 грудня 2014. Процитовано 27 червня 2014.
5. ↑  State & County QuickFacts. United States Census Bureau. Процитовано 27 червня 2014.[недоступне посилання](англ.) Наведено за англійською вікіпедією.
6. ↑  American FactFinder. Бюро перепису населення США. Архів оригіналу за 26 лютого 2012. Процитовано 31 січня 2008.

| США | Це незавершена стаття з географії США. Ви можете допомогти проєкту, виправивши або дописавши її. |